# Endospermum ronaldii
Endospermum ronaldii là một loài thực vật có hoa trong họ Đại kích. Loài này được J.Schaef. mô tả khoa học đầu tiên năm 1971.